# Exochus convexus
Exochus convexus är en stekelart som beskrevs av Valentina I. Tolkanitz 2003. Exochus convexus ingår i släktet Exochus och familjen brokparasitsteklar. Inga underarter finns listade i Catalogue of Life.